# Championnat du Luxembourg d'échecs
Le Championnat du Luxembourg d'échecs est la compétition qui permet de déterminer le meilleur joueur d'échecs du Luxembourg. Il est organisé depuis 1932 par la Fédération Luxembourgeoise des Échecs (FLDE), qui a été créée en 1931 et a rejoint la FIDE en 1946.

## Vainqueurs
Le tableau récapitule les différents champions du championnat d'échecs du Luxembourg,.

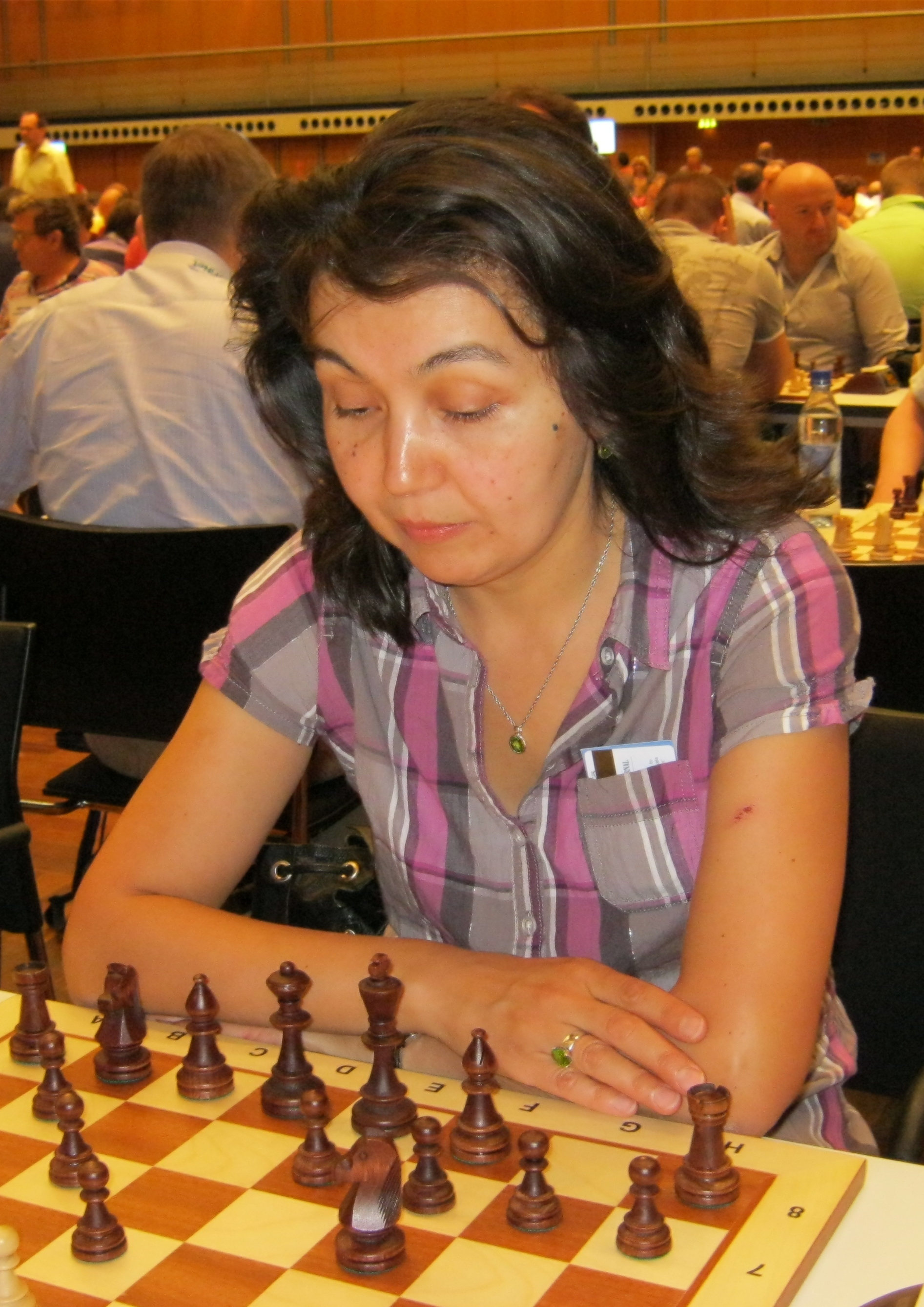
Elvira Berend, championne du Luxembourg en 1998, 2015 et 2016

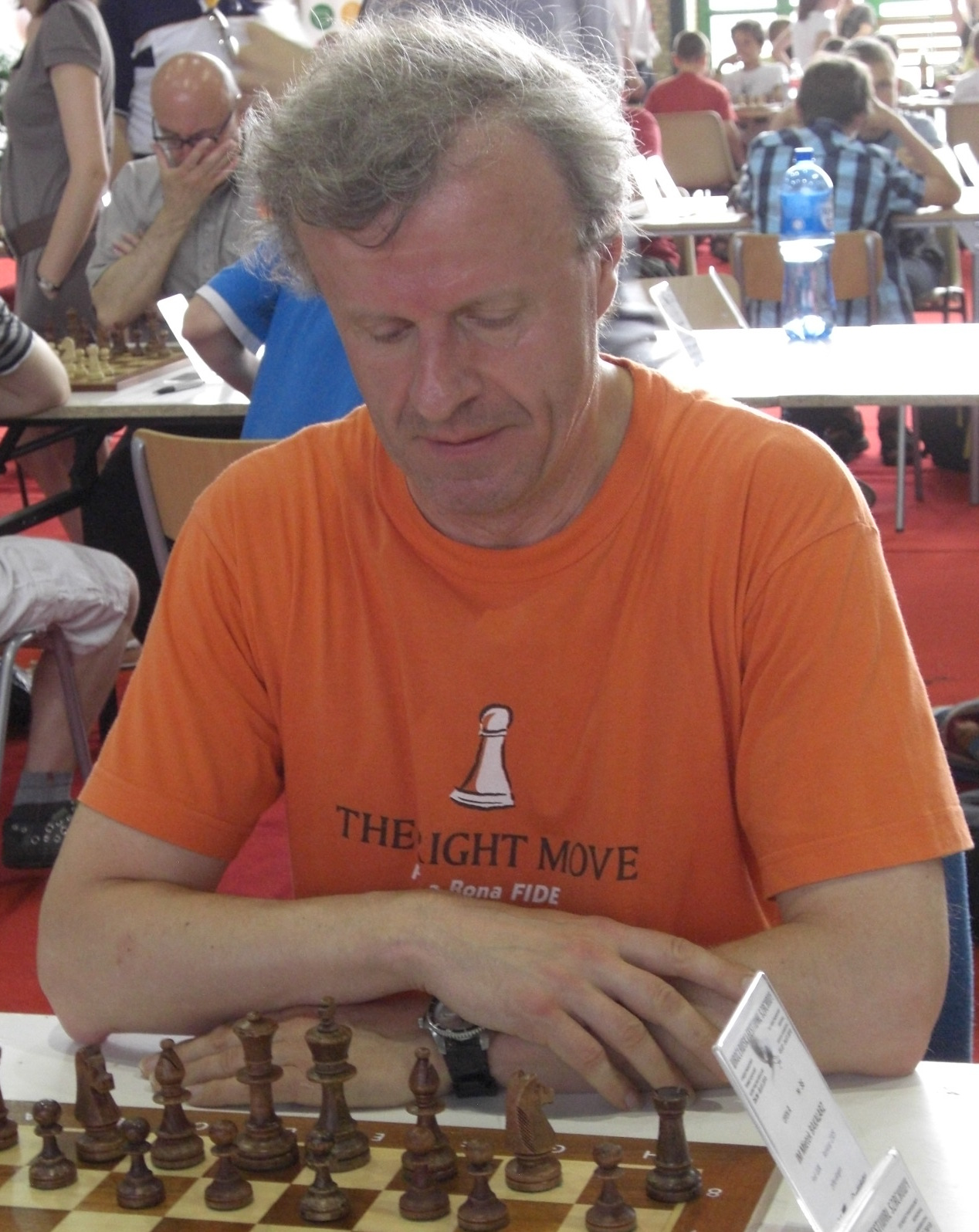
Mietek Bakalarz, champion du Luxembourg en 2003, 2009 et 2011

| Année | Vainqueur            |
| ----- | -------------------- |
| 1932  | Francis Kraus        |
| 1933  | Louis Philippe       |
| 1934  | Louis Philippe       |
| 1935  | Charles Doerner      |
| 1936  | Francis Kraus        |
| 1937  | Francis Kraus        |
| 1938  | Charles Doerner      |
| 1939  | Charles Doerner      |
| 1940  | Charles Doerner      |
| 1946  | Charles Doerner      |
| 1947  | Charles Doerner      |
| 1948  | Charles Doerner      |
| 1949  | Charles Doerner      |
| 1950  | Charles Doerner      |
| 1951  | Charles Doerner      |
| 1952  | Charles Doerner      |
| 1953  | Eugène Bestgen       |
| 1954  | Aloyse Neu           |
| 1955  | Fernand Wantz        |
| 1956  | Fernand Wantz        |
| 1958  | Georges Philippe     |
| 1959  | Aloyse Neu           |
| 1960  | Alphonse Conrady     |
| 1961  | Georges Philippe     |
| 1962  | Eugène Bestgen       |
| 1963  | Eugène Bestgen       |
| 1964  | Alphonse Conrady     |
| 1965  | Georges Philippe     |
| 1966  | Georges Philippe     |
| 1967  | Josy Feller          |
| 1968  | Josy Feller          |
| 1969  | Raymond Schneider    |
| 1971  | Josy Feller          |
| 1973  | Josy Feller          |
| 1975  | Norbert Stull        |
| 1976  | Norbert Stull        |
| 1977  | Georges Haas         |
| 1978  | Georges Haas         |
| 1979  | Norbert Stull        |
| 1980  | Georges Haas         |
| 1981  | Jean Schammo         |
| 1982  | Josy Feller          |
| 1983  | Norbert Stull        |
| 1985  | Hubert Mossong       |
| 1986  | Roger Hofmann        |
| 1987  | Georges Haas         |
| 1988  | Shlomo Marcovici     |
| 1989  | Norbert Stull        |
| 1990  | Fred Berend          |
| 1991  | Norbert Stull        |
| 1992  | Hubert Mossong       |
| 1993  | Alain Schartz        |
| 1994  | Lucien Gaspar        |
| 1995  | Carlo Menghi         |
| 1996  | Camille Wians        |
| 1997  | Marc Mertens         |
| 1998  | Elvira Berend        |
| 1999  | Guy Monaville        |
| 2000  | Claude Wagener       |
| 2001  | Josy Feller          |
| 2002  | Alain Schartz        |
| 2003  | Mietek Bakalarz      |
| 2004  | Jean-Marie Weber     |
| 2005  | Vlad Serban          |
| 2006  | Tom Weber            |
| 2007  | Jean-Marie Weber     |
| 2008  | Alain Schartz        |
| 2009  | Mietek Bakalarz      |
| 2010  | Vlad Serban          |
| 2011  | Mietek Bakalarz      |
| 2012  | Michael Wiedenkeller |
| 2013  | Michael Wiedenkeller |
| 2014  | Fred Berend          |
| 2015  | Elvira Berend        |
| 2016  | Elvira Berend[4]     |
| 2017  | Fred Berend          |
| 2018  | Jean-Marie Weber     |
| 2019  |                      |
| 2020  |                      |
| 2021  |                      |